# 晋西北七城战役
晋西北七城战役，中国亦称收复晋西北七城战役，是中国抗日战争中中日双方的一场战役。
1938年2月22日，日、“伪”军调集1万余人对120师发起进攻，经历五寨战斗、岢岚战斗、虎北村山口村战斗、凤凰山战斗等战斗，其进占的七座县城被120师夺回，120师缴获山炮一门、汽车14辆、步枪200余支、骡马100余匹。